# Station Velaux-Coudoux
Station Velaux-Coudoux is een spoorwegstation in de Franse gemeente Velaux.